# Freyeria mandersi
Freyeria mandersi är en fjärilsart som beskrevs av Gary R. Graves 1918. Freyeria mandersi ingår i släktet Freyeria och familjen juvelvingar. Inga underarter finns listade i Catalogue of Life.